# Giorgio Farroni
Giorgio Farroni (ur. 28 września 1976) – włoski niepełnosprawny kolarz. Brązowy medalista paraolimpijski z Pekinu w 2008 roku oraz srebrny medalista z Londynu w 2012 roku.

## Medale Igrzysk Paraolimpijskich

### 2012
- – Kolarstwo – wyścig uliczny – T1-2

### 2008
- – Kolarstwo – wyścig uliczny – CP 1-2